# Samuel Dameus
 (juin 2025).
La mise en forme du texte ne suit pas les recommandations de Wikipédia : il faut le « wikifier ».
Les points d'amélioration suivants sont les cas les plus fréquents :
- Les titres sont pré-formatés par le logiciel. Ils ne sont ni en capitales, ni en gras.
- Le texte ne doit pas être écrit en capitales (les noms de famille non plus), ni en gras, ni en italique, ni en « petit »…
- Le gras n'est utilisé que pour surligner le titre de l'article dans l'introduction, une seule fois.
- L'italique est rarement utilisé : mots en langue étrangère, titres d'œuvres, noms de bateaux, etc.
- Les citations ne sont pas en italique mais en corps de texte normal. Elles sont entourées par des guillemets français : « et ».
- Les listes à puces sont à éviter, des paragraphes rédigés étant largement préférés. Les tableaux sont à réserver à la présentation de données structurées (résultats, etc.).
- Les appels de note de bas de page (petits chiffres en exposant, introduits par l'outil «  Source ») sont à placer entre la fin de phrase et le point final[comme ça].
- Les liens internes (vers d'autres articles de Wikipédia) sont à choisir avec parcimonie. Créez des liens vers des articles approfondissant le sujet. Les termes génériques sans rapport avec le sujet sont à éviter, ainsi que les répétitions de liens vers un même terme.
- Les liens externes sont à placer uniquement dans une section « Liens externes », à la fin de l'article. Ces liens sont à choisir avec parcimonie suivant les règles définies. Si un lien sert de source à l'article, son insertion dans le texte est à faire par les notes de bas de page.
- La présentation des références doit suivre les conventions bibliographiques. Il est recommandé d'utiliser les modèles {{Ouvrage}}, {{Chapitre}}, {{Article}}, {{Lien web}} et/ou {{Bibliographie}}. Le mode d'édition visuel peut mettre en forme automatiquement les références.
- Insérer une infobox (cadre d'informations à droite) n'est pas obligatoire pour parachever la mise en page.

Pour une aide détaillée, merci de consulter Aide:Wikification.
Si vous pensez que ces points ont été résolus, vous pouvez retirer ce bandeau et améliorer la mise en forme d'un autre article.
Samuel Daméus, né le 10 janvier 1986 à Cap-Haïtien, est une personnalité médiatique et cinéaste haïtien. Il est fondateur de Faces of Haiti, une plateforme numérique haïtienne,.

## Biographie

### Enfance et éducation
Samuel Dameus est né le 10 janvier 1986 à Cap-Haïtien à l'hôpital Justinien, en Haïti. Il est le fils d'Arlette Bélizaire, enseignante, et d'Herard Dameus, architecte et topographe, décédé durant sa jeunesse. Il a une sœur, Rachele Sandy Dameus Chanlatte. Samuel Dameus a fréquenté le Collège Notre-Dame du Perpétuel Secours à Cap-Haïtien, un établissement dirigé par la Congrégation de Sainte-Croix. Dès son plus jeune âge, Samuel était un élève studieux et engagé socialement. Ses qualités de leader se sont révélées très tôt grâce à son engagement actif à l'école, à l'église et dans diverses associations de jeunes.
Après le lycée, il a obtenu une licence en communication à l'Université d'État d'Haïti, où il a obtenu une licence en communication sociale en 2005. Il a ensuite poursuivi des études supérieures en communication de crise, terminant un programme spécialisé auprès de l'OMT en Espagne en 2015.

### Parcours professionnel
À seulement 15 ans, Samuel commence sa carrière dans les médias comme présentateur télé pour RTK (Radio Télé Konbit) au Cap-Haïtien, où il anime les émissions « À la Découverte des Talents » et « À la Rencontre des Jeunes ».
Après avoir obtenu son diplôme, il décroche son premier poste important en 2010, en tant que chargé de communication pour la Fédération internationale des Sociétés de la Croix-Rouge et du Croissant-Rouge (FICR). En 2014, il devient responsable de la communication au ministère du Tourisme d'Haïti, où il contribue à redynamiser l'image du pays à l'international grâce à des campagnes créatives et des messages stratégiques. Il devient ensuite responsable marketing chez Sunrise Airways en 2016, puis chez Curls Dynasty en 2019.
La même année, Samuel se lance dans l'entrepreneuriat en lançant le premier salon de coiffure haut de gamme au Cap-Haïtien : Select Barbershop.

#### Faces of Haiti
Le 27 janvier 2017, Samuel a lancé « Faces of Haiti » avec une première exposition photo à la galerie Makaya de Miami, en Floride. Le projet a rapidement pris de l'ampleur et s'est transformé en tournée mondiale, puis, pendant la pandémie de COVID-19, en plateforme numérique. Aujourd'hui, « Faces of Haiti » est l'une des plateformes médiatiques haïtiennes les plus importantes, connue pour célébrer la richesse, la résilience et la beauté de l'identité haïtienne à travers des récits percutants. La plateforme touche des millions de personnes sur les réseaux sociaux et numériques,,.

#### Film et cinéma
En tant que cinéaste, Samuel Dameus a écrit, réalisé et produit deux documentaires salués par la critique.
- BOYO : Haïti en 30 jours (2021) a été projeté en avant-première à l'AMC Aventura de Miami le 1er octobre[5],[6].

- Les Héros de la rivière Massacre (2025) a été projeté en avant-première le 30 mai au Complexe culturel Little Haiti. Ce film met en lumière l'histoire des travailleurs haïtiens derrière le canal historique de Ouanaminthe, symbole d'unité et de résistance[7].

#### Entreprises et plaidoyer
Outre son activité dans les médias et le cinéma, Samuel est entrepreneur et investit dans l’immobilier locatif à court terme.
Il siège également au conseil d’administration de l’Ayiti Community Trust (ACT), où il soutient activement les organisations locales qui œuvrent pour un changement durable en Haïti.